# Despre Elly
About Elly (persană: درباره الی About Elly; titlul în SUA: Darbareye Elly)  este un film epic din 2010 regizat de Asghar Farhadi.
Filmul a câștigat Ursul de la Berlin Festivalul de Film de argint.

## Distribuție
- Golshifteh Farahani - Sepideh
- Shahab Hosseini - Ahmad
- Taraneh Alidoosti - Elly
- Peyman Moaadi - Peymān
- Mani Haghighi - Amir
- Merila Zarei - Shohreh
- Ahmad Mehranfar - Manouchehr
- Rana Azadivar - Nāzy
- Saber Abar - Ali-Reza